# Waffenbesitzkarte (Österreich)

Muster einer Waffenbesitzkarte im Scheckkartenformat (Vorderseite)

Muster einer Waffenbesitzkarte im Scheckkartenformat (Rückseite)

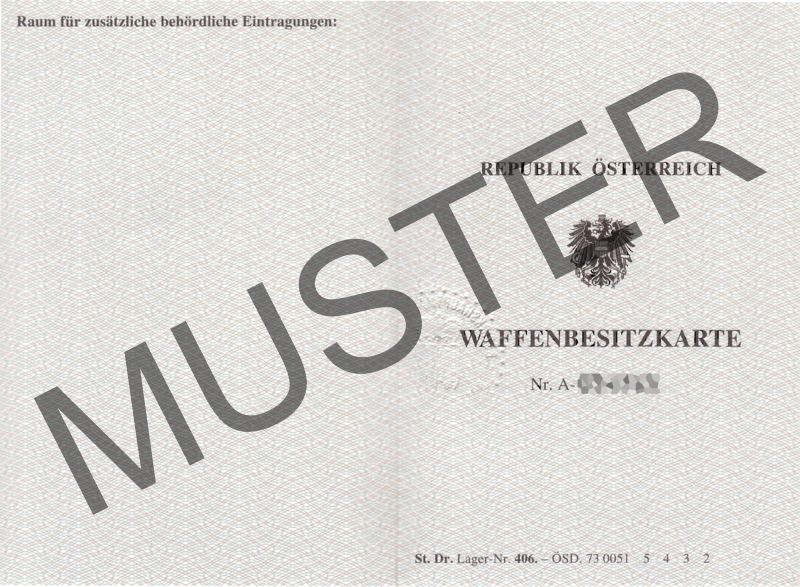
Waffenbesitzkarte alt – Außenseite

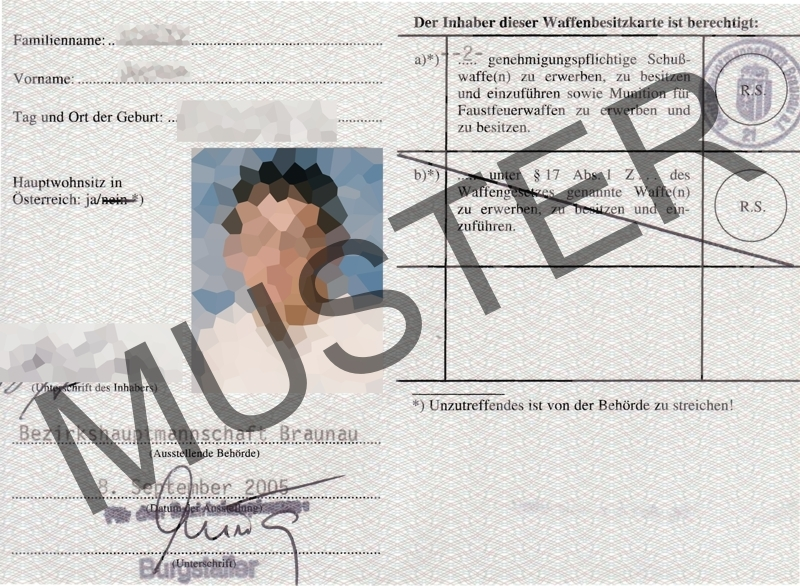
Waffenbesitzkarte alt – Innenseite

Die Waffenbesitzkarte (WBK) ist in Österreich ein waffenrechtliches Dokument, das von einer Behörde ausgestellt wird. Es berechtigt unter anderem zum legalen Erwerb, Besitz und zur Einfuhr von genehmigungspflichtigen Waffen sowie den Besitz und Erwerb bestimmter Munitionstypen. Die Karte ermöglicht auch den Kauf von meldepflichtigen Waffen der Kategorie C bei einem Gewerbetreibenden ohne eine Wartefrist von drei Werktagen.
In einer Waffenbesitzkarte wird die maximale Anzahl der genehmigungspflichtigen Schusswaffen festgehalten, die der Besitzer haben darf. Die Eintragung der jeweiligen Schusswaffe erfolgt elektronisch bei der Behörde und nicht direkt im Dokument.
Inhaber einer WBK sind typischerweise Sportschützen, Jäger oder (Schusswaffen-)Sammler. Auch jeder andere unbescholtene EWR-Bürger, der nicht zu den vorgenannten Gruppen gehört, kann unter gewissen Voraussetzungen eine WBK für zwei genehmigungspflichtige (Schuss-)Waffen (bei Erstantrag) beantragen.
Die zuständigen Genehmigungsbehörden sind die Bezirkshauptmannschaften oder Landespolizeidirektionen.
Die Waffenbesitzkarte darf nicht mit dem Waffenpass verwechselt werden, der im Gegensatz zur WBK den Besitzer auch zum Führen (Bei-sich-Tragen) von (Schuss-)Waffen in der Öffentlichkeit berechtigt.

## Gesetzesauszug
- § 8. (1) Ein Mensch ist verlässlich, wenn er voraussichtlich mit Waffen sachgemäß umgehen wird und keine Tatsachen die Annahme rechtfertigen, dass er
  - 1. Waffen missbräuchlich oder leichtfertig verwenden wird;
  - 2. mit Waffen unvorsichtig umgehen oder diese nicht sorgfältig verwahren wird;
  - 3. Waffen Menschen überlassen wird, die zum Besitz solcher Waffen nicht berechtigt sind.

- (2) Ein Mensch ist keinesfalls verlässlich, wenn er
  - 1. alkohol- oder suchtkrank ist oder
  - 2. psychisch krank oder geistesschwach ist oder
  - 3. durch ein körperliches Gebrechen nicht in der Lage ist, mit Waffen sachgemäß umzugehen.

- (3) Als nicht verlässlich gilt ein Mensch im Falle einer Verurteilung
  - 1. wegen einer unter Anwendung oder Androhung von Gewalt begangenen oder mit Gemeingefahr verbundenen vorsätzlichen strafbaren Handlung, wegen eines Angriffes gegen den Staat oder den öffentlichen Frieden oder wegen Zuhälterei, Menschenhandels, Schlepperei oder Tierquälerei zu einer Freiheitsstrafe von mehr als zwei Monaten oder einer Geldstrafe von mehr als 20 Tagessätzen oder
  - 2. wegen gewerbsmäßigen, bandenmäßigen oder bewaffneten Schmuggels oder
  - 3. wegen einer durch fahrlässigen Gebrauch von Waffen erfolgten Verletzung oder Gefährdung von Menschen oder
  - 4. wegen einer in Z 1 genannten strafbaren Handlung, sofern er bereits zweimal wegen einer solchen verurteilt worden ist.

- (4) Eine gemäß Abs. 3 maßgebliche Verurteilung liegt nicht vor, wenn sie bereits getilgt ist.  Trotz einer nicht getilgten Verurteilung im Sinne des Abs. 3 kann ein Mensch verlässlich sein,  wenn das Gericht vom Ausspruch der Strafe abgesehen hat (§ 12 des Jugendgerichtsgesetzes 1988 JGG, BGBl. Nr. 599); gleiches gilt, wenn das Gericht sich den Ausspruch der Strafe vorbehalten hat (§ 13 JGG) oder die Strafe – außer bei Freiheitsstrafen von mehr als sechs Monaten – ganz oder teilweise bedingt nachgesehen hat, sofern kein nachträglicher Strafausspruch oder kein Widerruf der bedingten Strafnachsicht erfolgte.

- (5) Weiters gilt ein Mensch als nicht verlässlich, der öfter als zweimal wegen einer im Zustand der Trunkenheit begangenen schwerwiegenden Verwaltungsübertretung bestraft worden ist, sofern keine dieser Bestrafungen getilgt ist.

- (6) Schließlich gilt ein Mensch als nicht verlässlich, wenn aus Gründen, die in seiner Person liegen, die Feststellung des für die Verlässlichkeit maßgeblichen Sachverhaltes nicht möglich war. Als solcher Grund gilt jedenfalls, wenn der Betroffene sich anlässlich der Überprüfung seiner Verlässlichkeit weigert, der Behörde
  - 1. Waffen, die er nur auf Grund der nach diesem Bundesgesetz ausgestellten Urkunde besitzen darf, samt den zugehörigen Urkunden vorzuweisen;
  - 2. die sichere Verwahrung der in Z 1 genannten Waffen nachzuweisen, obwohl  auf Grund bestimmter Tatsachen Zweifel daran bestehen, dass er die Waffen  sicher verwahrt.

- (7) Bei erstmaliger Prüfung der Verlässlichkeit hat sich die Behörde davon zu überzeugen, ob Tatsachen die Annahme mangelnder waffenrechtlicher Verlässlichkeit des Betroffenen aus einem der in Abs. 2 genannten Gründe rechtfertigen. Antragsteller, die nicht Inhaber einer Jagdkarte sind, haben ein Gutachten darüber beizubringen, ob sie dazu neigen – insbesondere unter psychischer Belastung – mit Waffen unvorsichtig umzugehen oder sie leichtfertig zu verwenden. Der Bundesminister für Inneres hat durch Verordnung geeignete Personen oder Einrichtungen zu bezeichnen, die in der Lage sind, solche Gutachten dem jeweiligen Stand der Wissenschaft entsprechend zu erstellen.

## Voraussetzungen für eine WBK
Grundsätzlich kann jeder, der die folgenden Punkte erfüllt, in Österreich eine WBK für 2 genehmigungspflichtige Kategorie B (Schuss-)Waffen bei seiner zuständigen Behörde beantragen:
- verlässlich
- man muss unbescholten sein – siehe dazu § 8 Abs. 3 – Abs. 5 WaffG
- Nachweis über die Befähigung zum sachgemäßen Umgang (z. B. durch „Waffenführerschein“) – nicht älter als 6 Monate
- EWR-Bürger (§ 9 EWR-Bürger im Waffengesetz 1996)
- 21. Lebensjahr vollendet  (ab dem 18. vollendeten Lebensjahr nur mit Nachweis, dass die WBK für Ausübung des Berufes erforderlich ist -liegt im Ermessen der Behörde)
- Rechtfertigung
- positives psychologisches Gutachten (nicht erforderlich, wenn der Antragssteller Inhaber einer gültigen Jagdkarte ist) – nicht älter als 6 Monate
- kein aufrechtes Waffenverbot

Zivildiener werden ab Eintritt in den Zivildienst für 15 Jahre für den Erwerb und Besitz von verbotener Waffen, Kriegsmaterial und genehmigungspflichtigen Schusswaffen und dem Führen von Schusswaffen ausgeschlossen und können in diesem Zeitraum somit keine Waffenbesitzkarte beantragen. In begründeten Fällen wie etwa Jagdausübung und Sportschießen können Ausnahmen bei der Landespolizeidirektion beantragt werden. Außerdem ist es möglich, einen Antrag auf Erlöschen der Zivildienstpflicht zu stellen, sofern der Zivildienst vollständig abgeleistet wurde. Personen die bei der Stellung als (dauerhaft) untauglich eingestuft wurden (also weder Grundwehrdienst noch Zivildienst ableisten müssen) oder mit abgeleisteten Präsenzdienst sind von den genannten Verboten nicht betroffen.

### Verlässlichkeit
Bei Personen die keine gültige Jagdkarte haben, wird beim Erstantrag der Waffenbesitzkarte die Verlässlichkeit (§ 8 Verlässlichkeit im Waffengesetz 1996) unter anderem durch einen von der Behörde ermächtigten Psychologen, der vom Antragssteller ausgesucht werden kann, festgestellt. In dem von ihm erstellten Gutachten (Kosten gesetzlich festgelegt: € 283,- inkl. USt) über den Antragsteller wird bei positivem Ausgang bestätigt, dass der Antragsteller unter psychischem Druck nicht dazu neigt, mit (Schuss-)Waffen unachtsam umzugehen.
Der schriftliche psychologische Test umfasst Mehrfachwahltests, „Minnesota Multiphasic Personality Inventory 2, Basisskalen (MMPI-2, Basisskalen)“ samt Streßverarbeitungsfragebogens (S-V-F) oder des „Verläßlichkeitsbezogenen Persönlichkeitstests – Version 3 (VPT.3)“ samt Fragebogen für Risikobereitschaftsfaktoren (F-R-F). Alternative Kombinationen getauscht mit anderen Tests sind möglich. Im Anschluss kann eine weitere (auch mündliche) Untersuchung erfolgen.
Seit 14. Dezember 2019 wird Zahl der Antritte beim psychologischen Test von den Behörden registriert. Fällt das Gutachten negativ aus, besteht eine 6 Monate lange Wartefrist, bevor ein neues eingeholt werden kann. Sind insgesamt 3 Gutachten hintereinander negativ, besteht eine 10-jährige Wartefrist, bevor ein neues eingeholt werden kann.
Weiters werden zur Beurteilung der Verlässlichkeit mögliche Verurteilungen und Straftaten in der Vergangenheit sowie der aktuelle Lebenswandel und die aktuellen Verhältnisse herangezogen. So kann beispielsweise jemand, der einmal einen Diebstahl begangen hat, verlässlich sein, jedoch ein Mehrfachtäter, der erneut Diebstähle begeht, von der Verlässlichkeit aufgrund der allgemeinen Deklarierung des § 8 Abs. 1 WaffG ausgeschlossen werden, da die Behörde davon ausgehen kann, dass er kein genügendes Rechtsempfinden hat um verlässlich zu sein.

### Unbescholtenheit
Man muss unbescholten sein, um eine Waffenbesitzkarte oder einen Waffenpass ausgestellt zu bekommen.
§ 8 Abs. 3 Z1 bis Z4 und Abs. 5 des WaffG führen Straftatbestände auf, die einen Menschen von vornherein als unverlässlich deklarieren. Zum Beispiel schließt eine Verurteilung wegen eines Betruges oder eines Einbruchs den Betroffenen nicht vornherein vom Erwerb einer Schusswaffe aus. Die Verurteilung kann aber unter den Gesichtspunkten des § 8 Abs. 1 WaffG herangezogen werden, um die allgemeine Verlässlichkeit aufgrund Wesens- und Charakterzüge zu überprüfen. Dies liegt allerdings im Ermessen der Behörde und hängt vom Einzelfall ab.
Die Verlässlichkeit (ebenfalls § 8 Verlässlichkeit im Waffengesetz 1996) des Antragstellers wird durch die Bundespolizei (früher Gendarmerie) geprüft und im Normalfall direkt von der WBK-Ausstellerbehörde angefordert und an diese übermittelt.

### Rechtfertigung und Bedarf
Bei der Rechtfertigung (§ 22 Rechtfertigung und Bedarf im Waffengesetz 1996) handelt es sich um einen im Antragsformular anzugebenden Verwendungszweck der Waffe, der auch plausibel erscheint und rechtlich erlaubt ist.
Dabei gibt der Schütze an, Schusswaffen der Kategorie B zu benötigen aufgrund mindestens einem der folgenden gerechtfertigten Punkte:
- Bereithalten der Waffe zur Selbstverteidigung innerhalb von Wohn- oder Betriebsräumen oder eigener eingefriedeter Liegenschaften
- Ausübung der Jagd oder des Schießsports
- Sammlung von Schusswaffen
- Erbschaft von Schusswaffen

### Ermessen der Behörde
Wird die WBK zu einem der genannten Gründe beantragt, hat die Behörde – sofern alle anderen Voraussetzungen erfüllt sind – EWR-Bürgern eine WBK auszustellen. Das gilt auch bei einer Erbschaft. Bei Drittstaatsangehörigen und jenen EWR-Bürger, die das 21. Lebensjahr noch nicht erreicht haben, aber älter als 18 Jahre sind (und den Bedarf für die Ausübung des Berufes nachweisen können) liegt es aber im Ermessen der Behörde (§ 10 Ermessen im Waffengesetz 1996), ob eine WBK ausgestellt wird.

## Das Dokument "WBK"

### Ausstellung
Die Ausstellung einer WBK erfolgt, nachdem alle Voraussetzungen gegeben sind, von der zuständigen Genehmigungsbehörde (Bezirkshauptmannschaft oder Landespolizeidirektion, in Wien wird der Antrag in einem Polizeikommissariate gestellt, in Statutarstädten beim Magistrat) und dauert abhängig vom Bundesland und der Behörde unterschiedlich lang, darf aber insgesamt nicht länger als 6 Monate nach Einlangen sein.

### Erweiterung
Die WBK ist bei der Erstausstellung auf 2 genehmigungspflichtige Kategorie B Waffen beschränkt. Es besteht die Möglichkeit, einen 'Antrag auf Erweiterung' an die zuständige Genehmigungsbehörde zu stellen.
Im Gegensatz zum Erstantrag muss generell nur noch der Punkt 'Rechtfertigung und Bedarf' angeführt werden.
Eine Erweiterung muss ausgestellt werden, wenn der Legalwaffenbesitzer einen Grund für den Besitz der Waffe glaubhaft macht. Nach 5 Jahren nach der Erstausstellung der Waffenbesitzkarte kann der Antragsteller ohne zusätzliche Dokumente die Zahl der Kategorie B Waffen auf 5 erhöhen. Bei einer Erweiterung von 5 bis 10 Kategorie B Waffen ist, nach Ablauf der 5 Jahren der Erstausstellung, eine Mitgliedschaft in einem Schießsportverein erforderlich, wobei Anzahl der Vereinsmitglieder irrelevant ist. Hier kann der Schütze alle 5 Jahre 2 Waffen mehr erwerben.
Möchte der Schütze vor Ablauf der 5 Jahre seit der Erstausstellung der Waffenbesitzkarte mehr als 2 oder nach den 5 Jahren über 10 Kategorie B Waffen haben, muss der Antragssteller Sportschütze gemäß § 11b WaffG sein, wodurch entsprechende Voraussetzungen und Nachweise regelmäßig der Behörde nachzuweisen sind.

### Einträge
Folgende personenbezogenen, Behörden- und allgemeinen Daten sind auf Vorderseite der WBK vorhanden und eingetragen:
- Lichtbild des Antragstellers
- Dokumentnummer (fortlaufende Nummer des waffenrechtlichen Dokuments)
- Familienname und Vorname
- Geburtsdatum
- Datum der Ausstellung
- Ausstellende Behörde
- Unterschrift des Inhabers

Weiters werden auf der Rückseite die waffenbezogenen Daten eingetragen:
- Anzahl der genehmigungspflichtigen Schusswaffen, die der Inhaber der WBK erwerben, besitzen und einführen darf, sowie dass er Munition für Faustfeuerwaffen erwerben und besitzen darf.
- ggf. behördliche Eintragungen

bzw.
- Anzahl der unter § 17 Abs. 1 Z... des Waffengesetzes genannten Waffen, die der Inhaber der WBK erwerben, besitzen und einführen darf

(§ 17 Verbotene Waffen im Waffengesetz 1996 – siehe Weblinks → Erlass zum WaffG 1996 vom 1. Jänner 2005)
Es wird jedoch nicht wie in Deutschland jede einzelne Waffe mit ihrer Seriennummer in die WBK vermerkt, sondern nur bei der zuständigen Genehmigungsbehörde in eine Datenbank eingetragen (siehe Pflichten → Meldungen).

## Entzug der WBK

### Waffenverbot
Die Behörde kann den Besitz von Waffen und Munition verbieten (§ 12 Waffenverbot im Waffengesetz 1996), wenn bestimmte Tatsachen darauf hinweisen, dass gegen das Waffengesetz verstoßen wurde.

### Vorläufiges Waffenverbot
Bei akut drohendem Verstoß gegen das Waffengesetz können die Organe der öffentlichen Aufsicht, sprich Polizisten, Schusswaffen sicherstellen. Für betroffene Personen gilt dann ein vorläufiges Waffenverbot (§ 13 Vorläufiges Waffenverbot im Waffengesetz 1996) für 4 Wochen ab Aussprache oder Sicherstellung.

## Rechte, Pflichten und Vorschriften des Besitzers

### Rechte
Durch die WBK hat der Besitzer folgende Rechte:
- Einfuhr[5], Erwerb[6] und Besitz[7] von genehmigungspflichtigen Waffen im Sinne des Waffengesetzes 1996

- Einfuhr, Erwerb und Besitz von ganz bestimmten verbotenen Waffen im Sinne des Waffengesetzes 1996

#### Definitionen
1. ↑  Widerruf, Erlöschen der ZDPflicht, Waffenverbot. Abgerufen am 29. November 2019.
2. ↑  8/SN-90/ME XXVI. GP - Stellungnahme zu Entwurf. S. 2, abgerufen im Jahr 2019.
3. ↑  RIS - 1. Waffengesetz-Durchführungsverordnung - Bundesrecht konsolidiert, Fassung vom 01.12.2019. Abgerufen am 1. Dezember 2019.
4. ↑  RIS - W258 2147271-1 - Entscheidungstext - Bundesverwaltungsgericht (BVwG). Abgerufen am 30. November 2019.
5. ↑  Einfuhr: Der Kauf einer genehmigungspflichtigen Waffe im Sinne des Waffengesetzes 1996 bei einem ausländischen (nicht österreichischen) Waffenhändler.  Siehe auch Waffengesetz (Österreich)
6. ↑  Erwerb: Der Kauf einer genehmigungspflichtigen Waffe im Sinne des Waffengesetzes 1996 bei einem österreichischen Waffenhändler. Siehe auch Waffengesetz (Österreich)
7. ↑  Besitz: Die Innehabung (nicht das Führen) einer genehmigungspflichtigen Waffe im Sinne des Waffengesetzes 1996, sowie Erwerb und Besitz von Munition für Faustfeuerwaffen. Siehe auch Waffengesetz (Österreich)

### Pflichten
Durch die WBK hat der Besitzer folgende Pflichten:
- Nachweis des sachgemäßen Umgangs mit Waffen durch z. B. einen Waffenführerschein, eine gültige Jagdkarte oder Ergebnislisten von Bewerben, welche jedoch nicht älter als 6 Monate sein dürfen; Dienstausweis des österreichischen Bundesheeres
- Meldepflicht bei Erwerb einer genehmigungspflichtigen Waffe im Sinne des Waffengesetzes 1996
- Meldepflicht bei 20 oder mehr Schusswaffen in einem räumlichen Naheverhältnis zueinander (weitere Meldung bei einer Verdoppelung der Menge)
- Meldepflicht bei der Verwahrung von Munition in großem Umfang (ab 5.000 Stück in einem räumlichen Naheverhältnis)

### Vorschriften
Durch die WBK hat der Besitzer folgende Vorschriften zu beachten:
- Spätestens alle 5 Jahre hat die zuständige Genehmigungsbehörde eine Überprüfung der Verlässlichkeit durchzuführen. Siehe auch Waffengesetz (Österreich)